# Saint-Georges-sur-Baulche
Saint-Georges-sur-Baulche is een gemeente in het Franse departement Yonne (regio Bourgogne-Franche-Comté) en telt 3155 inwoners (1999). De plaats maakt deel uit van het arrondissement Auxerre.

## Geografie
De oppervlakte van Saint-Georges-sur-Baulche bedraagt 9,6 km², de bevolkingsdichtheid is 328,6 inwoners per km².
De onderstaande kaart toont de ligging van Saint-Georges-sur-Baulche met de belangrijkste infrastructuur en aangrenzende gemeenten.

## Demografie
Onderstaande figuur toont het verloop van het inwonertal (bron: INSEE-tellingen).